# Hiroki Muto
Hiroki Muto (em japonês: 武藤 弘樹, Mutō Hiroki; 26 de junho de 1997) é um arqueiro profissional japonês, medalhista olímpico.

## Carreira
Muto participou da prova de tiro com arco em equipes masculina nos Jogos Olímpicos de Verão de 2020 em Tóquio ao lado de Takaharu Furukawa e Yuki Kawata, conquistando a medalha de bronze.